# Journal on Legal and Economic Issues of Central Europe
Journal on Legal and Economic Issues of Central Europe (Časopis pro právní a ekonomické problémy střední Evropy) byl odborný právnický a ekonomický anglicky psaný pololetník věnovaný otázkám práva ve střední Evropě. Vycházel od roku 2010 do roku 2015. Vydávání časopisu řídila redakční rada, ISSN 2043-085X.